# Linux Kongress
Linux Kongressとは世界中のLinux開発者を集め年1回2日間開催されるカンファレンスである。Linuxがまだ開発の初期段階であった1994年より行われている当カンファレンスは、2001年、2007年を除き常にドイツで開催されてきた。Linux Kongressは全世界で開催されているLinux、オープンソース関連の3大草の根的国際カンファレンスの内の一つである。他2つはlinux.conf.auとLinuxシンポジウムである。

## 概要
当カンファレンスは多くの様々なタイプの開発者のために会合の場所を確保している。リーナス・トーバルズ、アラン・コックス、セオドア・ツォー、ラスティ・ラッセル、James Bottomleyのようなカーネル開発者、カッレ・ダールハイマーやミゲル・デ・イカザのようなユーザー空間アプリケーション開発者、そしてエリック・S・レイモンドやジョン・"maddog"・ホールのようなオープンソースの代弁者たちそれぞれにこのカンファレンスでの演説の席を設けている。
Linux Kongressはカーネル内またはユーザー空間いずれかに関する開発の話題に焦点を当てている。カンファレンスはすべて英語で行われる。近年カンファレンス本プログラムの開催に先立ちチュートリアル・セッションが2日開かれることがある。また通常カンファレンスはGUUGにより組織される。
1999年の本カンファレンスは"Storage Management Workshop"と共同で開催された。2000年と2001年はカンファレンスの主催であるドイツ連邦科学教育省（現在のドイツ連邦教育研究省）による支援のもといくつかのワークショップが複数日開催された。また、NLUUG（オランダ）と良き連帯関係を保っている。2009年にはOpenSolaris開発者のカンファレンス、OSDevConと共同で開催している。

## 開催履歴
| 日程                 | 国       | 都市               | 場所 | 備考                 |
| -------------------- | -------- | ------------------ | --- | -------------------- |
| 1994年6月30日–7月1日 | ドイツ   | ハイデルベルク     | |                      |
| 1995年5月21日–23日   | ドイツ   | ベルリン           | |                      |
| 1996年5月23日–24日   | ドイツ   | ベルリン           | ハウス・アム・ケールニッシェン・パーク、ターグンクスツェントラム、ミッテ（Haus am Köllnischen Park, Tagungszentrum Berlin Mitte） |                      |
| 1997年5月21日–23日   | ドイツ   | ヴュルツブルク     | マリエンベルク要塞近く |                      |
| 1998年6月3日–6日     | ドイツ   | ケルン             | ケルン大学 |                      |
| 1999年9月8日–10日    | ドイツ   | アウクスブルク     | アウクスブルク大学 |                      |
| 2000年9月7日–10日    | ドイツ   | エアランゲン       | フリードリヒ・アレクサンダー大学エアランゲン＝ニュルンベルク 工学部                                                               | NLUUGとの共催        |
| 2001年11月28日–30日  | オランダ | トゥウェンテ       | トゥウェンテ大学 | NLUUGとの共催        |
| 2002年9月4日–6日     | ドイツ   | ケルン             | ケルン大学物理研究所 | NLUUGとの共催        |
| 2003年10月14日–17日  | ドイツ   | ザールブリュッケン | ザールラント大学 |                      |
| 2004年9月7日–10日    | ドイツ   | エアランゲン       | フリードリヒ・アレクサンダー大学エアランゲン＝ニュルンベルク 工学部                                                               |                      |
| 2005年10月11日–14日  | ドイツ   | ハンブルク         | ハンブルク大学 |                      |
| 2006年9月5日–8日     | ドイツ   | ニュルンベルク     | ゲオルク・ジーモン・オーム大学ニュルンベルク校（Georg Simon Ohm University Nuremberg）                                            |                      |
| 2007年9月2日–5日     | イギリス | ケンブリッジ       | ユニヴァーシティ・アームズ・ホテル（University Arms Hotel）                                                                       | LinuxConf.euとの共催 |
| 2008年10月7日–10日   | ドイツ   | ハンブルク         | ハンブルク大学 |                      |
| 2009年10月27日–30日  | ドイツ   | ドレスデン         | ドーリント・ホテル（Dorinth Hotel）                                                                                               | OSDevConとの共催     |
| 2010年9月21日–24日   | ドイツ   | ニュルンベルク     | ゲオルク・ジーモン・オーム大学ニュルンベルク校                                                                                    |                      |